# Освета божанства Ра
Освета божанства Ра је 2. епизода стрипа Марти Мистерија. Премијерно је објављена 01.05.1982. под називом La vendetta di Ra за издавачку кућу Бонели (Италија). Имала је 96 страна. Цена је била 700 лира ($0,54; 1,26 DEM). Епизоду је нацртао Ђанкарло Алесандрини, а сценарио написао Алфредо Кастели.

## Издање у Србији
У Србији, део тадашње СФРЈ, ова епизода је објављена први пут 1983. године као ванредно издање Лунов магнус стрипа (бр. 2) у издању Дневника из Новог Сада. Епизода се налазила на странама 3-98. Цена свеске била је 50 динара. Иза ње налазила се епизода стрипа Ђил под називом Крици у ноћи (pp. 99–194).

## Кратак садржај
Професор Волтер Хауард који води експедицију у држави Белизе (Централна Америка), налази трагове о постајању цивилизације Маја. Професор је на трагу великог открића о чему пише својој ћерки Беверли. Међутим, писмо показује знаке лудила. Забринута, Беверли се обраћа Марти Мистерији и тражи од њега да крене у Белизе да спаси њеног оца.
Будући да Марти и Волетер имају теоријске несугласице, Марти тражи времена да размисли о овом захтеву. Али када сазнаје ко је организатор експедиције њеног оца (Хуан Кариљо, који је умро пре месец дана), одмах прихвата да крене у Белизе.
Марти открива да је проф. Хауард нашао египатски стећак исписан хијероглифима, који потврђује да су Египћани посетили Маје 4.000 година пре Колумба, те да је сусрет те две цивилизације имао заначајан утицај на даљи развој Мајске цивилизације. Овде се открића не завршавају. Марти касније открива тајанствену блиставу куглу која је припадала прецима божанства Ра. Кугла није ништа друго до глобус на којој је уцртана и Атлантида, главни покретач Мартијевог истраживања кроз цео серијал. Кугла указује на виоски цивилзацијски ниво пре Египћана и Маја, јер се данас сматра да су Маје и стари Египћаи веровали да је Земља равна плоча.
За благо гробнице и куглу занима се и Мартијев стари пријатељ Орли (Сергеј Орлоф).

## Орли, Мартијев архи-непријатељ
У овој епизоди упознајемо Мартијевог најважнијег непријатеља. Марти и Орли су се упознали на студијама у Фирензи, а на Тибету су од учитеља ут Хумија добили пиштоље старе 10.000 година. Орлијев пиштољ је смртоносан, док Мартијев може само да привремено паралише људе. Пријатељство Мартија и Орлија срушило се након немилих догађаја у Еквадору и Граду прозирних сенки у пожару у коме је Орли изгубио шаку и пола лица.

## Наставак епизоде
Ово је 1. део епизоде. Други део објављен је на почетку 3. свеске (у којој је након наставка објављена епизода Операција Арка. Овај број изашао је месец дана касније. У Србији је друго део објављен у ВЛМС-3, који је такође изашао месец дана касније у односу на ВЛМС-2. Други део епизоде објављен је на странама 99-132.

## Познате личности и остале занимљивости
Пилот који Мартија, Јаву и Беверли пајпером превози из Гватемале у Белизе је Џереми Дрејк познатији као Мистер Но.
За лика власника хотела Circle-a-lodge узет је лик Алфреда Кастелија, творца Марти Мистерије.
На почетку серијала (1982) Марти користи рачунар Apple II (1977). У каснијим репризама ове епизоде име рачунара је преименовано у Macintosh Plus. У југословенском издању из 1983. године је избрисано име рачунара.

## Локације
Белизе (Централна Америка), Њујорк (улица Вашингтон Мју бр. 3)